# Prosoplus abrynoides
Prosoplus abrynoides är en skalbaggsart som beskrevs av Stefan von Breuning 1966. Prosoplus abrynoides ingår i släktet Prosoplus och familjen långhorningar.
Artens utbredningsområde är Filippinerna. Inga underarter finns listade i Catalogue of Life.